# Koanophyllon albicaulis
El Okiny o Koanophyllon albicaulis es una especie de planta fanerógama perteneciente a la familia Asteraceae.  Es originaria de México.

## Descripción
Son arbustos o árboles que alcanzan un tamaño de 3 a 9 m de altura. Las hojas son más largas que anchas, a veces dentadas y cuando se secan se tornan negruzcas. Las flores son como hilitos blanquecinos que se disponen en pequeñas cabezuelas y éstas están agrupadas en ramilletes muy vistosos. Los frutos se ven negruzcos.

## Distribución y hábitat
Originaria de México. Habita en clima cálido hasta los 300 m s. n. m., asociada a vegetación perturbada derivada de bosque tropical subperennifolio.

## Propiedades
Sus aplicaciones medicinales incluyen el asma y la disolución de cálculos renales. La parte que más se emplea son las hojas, preparadas de diversas formas; machacadas, se aplican a manera de emplasto en granos; en cocimiento, se administran por vía oral para detener la diarrea y en baños para el mal de ojo; tostadas, para bajar la temperatura. Finalmente frescas se usan para realizar limpias contra el mal de aire.
Química
Muy poca información química existe sobre E. albicaule. En los brotes se ha detectado la presencia del esterol beta sitosterol, de flavonoides y taninos.

## Taxonomía
Koanophyllon albicaulis fue descrito por (Sch.Bip. ex Klatt) R.M.King & H.Rob. y publicado en Phytologia 22(4): 149. 1971.
Sinonimia
- Eupatorium albicaule Sch.Bip. ex Klatt	basónimo
- Eupatorium albicaule Sch.Bip. ex Hemsl.
- Eupatorium albicaule var. albicaule
- Eupatorium drepanophyllum Klatt
- Eupatorium ymalense B.L.Rob.
- Koanophyllon albicaulis var. albicaulis

var. laxius B.L.Rob.
- Eupatorium albicaule var. laxius B.L.Rob.
- Eupatorium leucoderme B.L.Rob.[4]